# Anastomoderma palauensis
Anastomoderma palauensis är en insektsart som beskrevs av John Wyman Beardsley 1966. 
Anastomoderma palauensis ingår i släktet Anastomoderma och familjen pansarsköldlöss. Inga underarter finns listade i Catalogue of Life.